# Rana (famiglia)

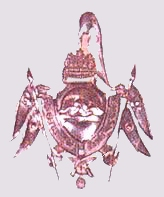
Arma della dinastia Rana

La dinastia dei Rana ebbe importanza e diffusione nel Nepal dal 1846 sino al 1953 dove ricoprirono le massime cariche locali.

## Elenco dei Primi Ministri Rana

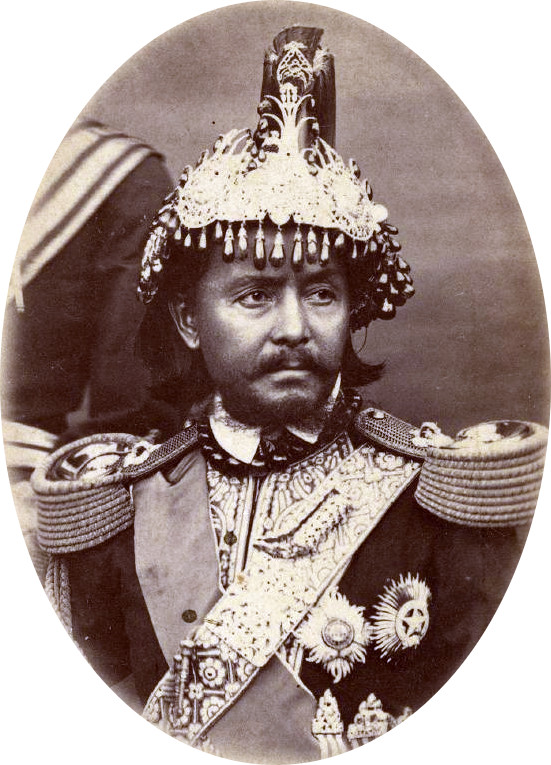
Jang Bahadur Rana

Nove esponenti della famiglia Rana ricoprirono l'ufficio ereditario di Primo Ministro del Nepal e portarono il titolo di Maharaja di Lambjang e Kaski.
1. Maharaja Jang Bahadur Rana, (18 giugno 1816–25 febbraio 1877)
Primo Ministro dal 1846 al 25 febbraio 1877. Ottenne il diritto ereditario al titolo Rana (principe) e il diritto al saluto di 19 salve dal Governo Britannico.
2. Maharaja Ranaodhip Singh Bahadur Rana, (3 aprile 1825–22 novembre 1885)
Primo Ministro dal 25 febbraio 1877 al 22 novembre 1885.
3. Maharaja Bir Shamsher Jang Bahadur Rana, (10 dicembre 1852–5 marzo 1901)
Primo Ministro dal 22 novembre 1885 al 5 marzo 1901.
4. Maharaja Deva Shamsher Jang Bahadur Rana (17 luglio 1862–20 febbraio 1914)
Primo Ministro dal 5 marzo al 27 giugno 1901, deposto dalla famiglia ed esiliato in India.
5. Maharaja Chandra Shamsher Jang Bahadur Rana, (8 luglio 1863–26 novembre 1929)
Primo Ministro dal 27 giugno 1901 al 26 novembre 1929.
6. Maharaja Bhim Shamsher Jang Bahadur Rana, (16 aprile 1865–1º settembre 1932)
Primo Ministro dal 26 novembre 1929 al 1º settembre 1932.
7. Maharaja Juddha Shamsher Jang Bahadur Rana, (19 aprile 1875–20 novembre 1952)
Primo Ministro dal 1º settembre 1932 al 29 novembre 1945, abdica in favore del nipote.
8. Maharaja Padma Shamsher Jang Bahadur Rana, (5 dicembre 1882–11 aprile 1961)
Primo Ministro dal 20 novembre 1945 al 30 aprile 1948, abdica in favore del cugino.
9. Maharaja Mohan Shamsher Jang Bahadur Rana, (23 dicembre 1885–6 gennaio 1967)
Primo Ministro dal 30 aprile 1948 al 18 febbraio 1951, privato dei titoli ed esiliato in India.

## Altri Rana illustri
- Aishwarya Rajya Lakshmi Devi, Regina del Nepal
- Komal Rajya Lakshmi Devi, Regina del Nepal
- Komal Rajya Lakshmi Devi, Principessa del Nepal
- Indra Rajya Lakshmi Devi, Principessa ereditaria del Nepal
- Ratna Rajya Lakshmi Devi, Regina del Nepal
- Pashupati Shamsher Jang Bahadur Rana
- Devyani Rajya Lakshmi